# 希普頓嶺
76°40′S 159°51′E / 76.667°S 159.850°E
希普頓嶺（英語：Shipton Ridge）是南極洲的山嶺，位於維多利亞地的斯科特海岸，屬於阿倫山的一部分，由新西蘭研究隊測量，現時由南極條約體系管理。